# فرانچسکو چکوچی
فرانچسکو چکوچی (انگلیسی: Francesco Checcucci؛ زادهٔ ۱۸ مارس ۱۹۸۹) بازیکن فوتبال اهل ایتالیا است.
از باشگاه‌هایی که در آن بازی کرده‌است می‌توان به باشگاه فوتبال گوریتسا، باشگاه فوتبال فیورنتینا، باشگاه فوتبال پارما، باشگاه فوتبال کیه‌وو ورونا، باشگاه فوتبال کروتونه، و باشگاه فوتبال آ. ث. لومتزانه اشاره کرد.